# 大清水 (弘前市)
大清水（おおしみず）は、青森県弘前市にある地名。郵便番号は036-8161。

## 地理
JR奥羽本線沿い、そして線路をはさみ、安原方面に伸びるようにT字に位置する大字。北は小比内・川先、東は門外、南は泉野、南西は安原、西は清原に接する。

### 小字
小字として上広野、下広野、上稲森、下稲森が見られた。現在は上広野、下広野が大清水に属し、上広野は泉野4丁目北東側、下広野は泉野4丁目東側。

## 歴史

### 沿革
- 1889年（明治22年） - 大清水を名乗る。
- 1891年（明治24年） - 当時の大清水は戸数60、人口362、厩41、水車1であった。
- 1895年（明治28年） - 奥羽本線開通。当地の西側を通る。
- 1955年（昭和30年） - 弘前市の大字になる。
- 1968年（昭和43年） - 一部が松原西三丁目になる。
- 1973年（昭和48年） - 一部が松原東四・五丁目、千年一～三丁目・広野一・二丁目になる。
- 1979年（昭和54年） - 一部が清原四丁目になる。

## 世帯数と人口
2017年（平成29年）6月1日現在の世帯数と人口は以下の通りである。
| 丁目         | 世帯数  | 人口    |
| ------------ | ------- | ------- |
| 大清水一丁目 | 322世帯 | 734人   |
| 大清水二丁目 | 39世帯  | 105人   |
| 大清水三丁目 | 99世帯  | 238人   |
| 大清水四丁目 | 178世帯 | 391人   |
| 計           | 638世帯 | 1,468人 |

## 施設

### 医療
- やまざき歯科

### 商業
- 萬屋弘前店
- ローソン安原店
- アラハバキ建築研究所
- クリーニングのイルカ大清水店
- オートザム弘前

### 公共
- 弘前郵便局弘前大清水局

### その他
- オタワ愛徳修道女会弘前修道院

## 小・中学校の学区
市立小・中学校に通う場合、学区は以下の通りとなる。
| 大字         | 番地 | 小学校                 | 中学校             |
| ------------ | ---- | ---------------------- | ------------------ |
| 大清水       | 全域 | 弘前市立堀越小学校     | 弘前市立第五中学校 |
| 大清水一丁目 | 全域 | 弘前市立堀越小学校     | 弘前市立第五中学校 |
| 大清水二丁目 | 全域 | 弘前市立堀越小学校     | 弘前市立第五中学校 |
| 大清水三丁目 | 一部 | 弘前市立堀越小学校     | 弘前市立第五中学校 |
| 大清水三丁目 | 一部 | 弘前市立第三大成小学校 | 弘前市立第三中学校 |
| 大清水四丁目 | 全域 | 弘前市立堀越小学校     | 弘前市立第五中学校 |

## 交通
- 弘南バス
  - 大清水、大清水局前（弘前 - 大鰐・碇ヶ関線、他）停留所。
  - 老人ホーム前、大清水四丁目（弘前バスターミナル - 清原・安原 - 小栗山線。小栗山 - 清原・安原 - 神田線）停留所。